# Comté de Braxton
Pour les articles homonymes, voir Braxton.
Le comté de Braxton est un comté des États-Unis situé dans l’État de Virginie-Occidentale. En 2013, sa population était de 14 502 habitants. Son siège est Sutton. Le comté a été créé en 1836 avec des parties des comtés de Lewis, Kanawha et Nicholas et nommé en l'honneur de Carter Braxton, signataire de la Déclaration d'indépendance des États-Unis d'Amérique.

## Principales villes
- Burnsville
- Flatwoods
- Gassaway
- Sutton

## Localités non incorporées
- Centralia
- Exchange